# حمیده عدالت
دکتر حمیده عدالت (متولد 1335 شهر برازجان) فرزند حاج حسن عدالت (وفات 1362) بانی مسجد بازار برازجان و از کسبه خیر و نامدار شهر بودند. دوران تحصیل تا دیپلم را در محل تولد خود سپری کردند. 
عضو هیئت علمی دانشکده بهداشت دانشگاه علوم پزشکی تهران، دارای تخصص حشره‌شناسی پزشکی و عضو شورای مرکزی مجمع نمایندگان ادوار مجلس شورای اسلامی است. وی نماینده و رئیس فراکسیون زنان در دوره ششم مجلس شورای اسلامی بود. ایشان مقالات علمی در رشته تخصصی خود در سطح بین الملی منتشر کرده و حضور فعالی در کنگره های برون مرزی داشته اند. 

## سمتها
- عضو گروه حشره شناسی دانشگاه علوم پزشکی تهران
- نماینده مجلس شورای اسلامی در دوره ششم
- رئیس فراکسیون زنان نمایندگی در دوره ششم مجلس شورای اسلامی
- مشاور امور زنان فرمانداری تهران
- عضو مؤسس کانون دانشجویان و فرهیختگان استان بوشهر[۲]